# Eiko Kadono
Eiko Kadono (角野 栄子, Kadono Eiko) (Tòquio, 1 de gener de 1935) és una autora japonesa de literatura infantil, àlbums il·lustrats, obres de no-ficció, i assaig sobre els períodes històrics Shōwa i Heisei al Japó. És sobretot coneguda per la seva obra El servei de repartiment de la Kiki, publicada el 1985, que va ser també portada al cinema per Hayao Miyazaki i va generar una seqüela d'altres relats.

## Vida i obra
Kadono va néixer a Tokyo i va estudiar a la universitat privada Nihon Fukushi de la prefectura d'Aichi; seguidament es va graduar en literatura anglesa a la Universitat de Waseda. Després de graduar-se el 1960, visqué dos anys al Brasil. D'aquesta experiència en va escriure un llibre de no-ficció intitulat Brasil i el meu amic Luizinho (1970), sobre un nen brasiler a qui agrada molt ballar samba.
La major part de la seva obra és literatura infantil. El seu primer èxit va ser Ôdorabô Bula Bula shi (El bandoler Bla-Bla) de 1981. El 1985 va publicar Majo no Takkyūbin (魔女の宅急便, El servei de repartiment de la Kiki), sobre una bruixa de 13 anys que fa la seva estada per aprendre a viure sola a la ciutat de Koriko. El llibre va rebre molts premis, com el Noma Prize for Children's Literature, el Shogakukan Children's Publication Culture Award, o la IBBY Honor List. Es va adaptar al cinema d'animació per Hayao Miyazaki el 1989 (Kiki, l'aprenent de bruixa) i fou una de les seves pel·lícules més exitoses. També s'ha adaptat el 2014 com a pel·lícula amb actors per Takashi Shimizu. Després, Kadono ha escrit fins a cinc seqüeles protagonitzades per la Kiki.
Ha rebut el premi Hans Christian Andersen el 2018.

## Obres
Les seves obres no han estat traduïdes al català. La pel·lícula d'animació sí que fou estrenada a TV3.

### Sèrie del servei de repartiment de la bruixa Kiki
- Majo no takkyūbin (魔女の宅急便, El servei de repartiment de la Kiki) (1985)
- Majo no Takkyūbin 2: Kiki to Atarashii Mahō (魔女の宅急便その2 キキと新しい魔法, 2: Kiki i la seva nova magia) (1993)
- Majo no Takkyūbin 3: Kiki to mō Hitori no Majo (魔女の宅急便その3 キキともうひとりの魔女, 3: Kiki i l'altra bruixa) (2000)
- Majo no Takkyūbin 4: Kiki no Koi (魔女の宅急便その4 キキの恋, 4: L'amor de Kiki) (2004)
- Majo no Takkyūbin 5: Mahō no Tomarigi (魔女の宅急便その5 魔法の止まり木, 5: Perxa de màgia) (2007)
- Majo no Takkyūbin 6: Sorezore no Tabidachi (魔女の宅急便その6 それぞれの旅立ち, 6: Totes i cadascuna de les sortides) (2009)

### Altres obres
- Ruijinnyo shōnen, Burajiru o tazunete (1970) [Brasil i el meu amic Luizinho]
- Aku Ingin Makan Spageti (1979)
- La sopa de l'avi (1989), il·lustrat per Satomi Ichikawa[7]
- Sarada De Genki (2005)